# Artur Piłka

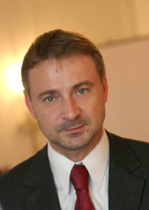
Artur Piłka

Artur Piłka (ur. 12 września 1971 r. w Warszawie) – były wiceprezes Polskiego Komitetu Olimpijskiego oraz były Prezes Zarządu Głównego Szkolnego Związku Sportowego. Były doradca prezydenta RP Lecha Kaczyńskiego.

## Wykształcenie
Absolwent Akademii Wychowania Fizycznego w Warszawie oraz studiów podyplomowych na Uniwersytecie w Północnej Holandii na kierunku socjologiczno-pedagogicznym. Ukończył także Integrację Europejską na Uniwersytecie Warszawskim i  Uniwersytet Maastricht oraz podyplomowe Studia w Wyższej Szkole Przedsiębiorczości i Zarządzania im. L. Koźmińskiego na kierunku zarządzanie i marketing.

## Kariera
Od 1995 r. pracował w Urzędzie Kultury Fizycznej i Turystyki, a od 1 stycznia 2000 r. w Urzędzie Kultury Fizycznej i Sportu. Był wicedyrektorem w Departamencie Integracji Europejskiej i Współpracy z Zagranicą, następnie dyrektorem Sekretariatu Prezesa Urzędu Kultury Fizycznej i Sportu oraz dyrektorem generalnym UKFiS. Brał udział w posiedzeniach Rady Europy w Podkomisji ds. dopingu w sporcie oraz Podkomisji ds. Bezpieczeństwa na Imprezach Sportowych.
W 2002 r. pracował w Ministerstwie Edukacji Narodowej i Sportu.
Od stycznia 2003 r. do października 2006 jako dyrektor Biura Sportu, Turystyki i Wypoczynku w Urzędzie m. st. Warszawy.
Od października 2006 do 8 lipca 2007 doradca prezydenta RP Lecha Kaczyńskiego ds. sportu.
8 lipca 2007 r. został zatrzymany w związku z zarzutem o udział w obrocie narkotykami w znacznej ilości, między innymi wprowadzenia do obiegu 1,2 kilograma kokainy, oraz zwolniony z funkcji doradcy ds. sportu w Kancelarii Prezydenta. W okresie późniejszym został oskarżony o przyjęcie 170 tys. zł łapówek. Odpowiada przed sądem w procesie dużej warszawskiej grupy przestępczej, na koncie której jest także próba zabójstwa funkcjonariusza policji.

## Życie prywatne
Kuzyn Mariana Piłki – polskiego polityka, posła na Sejm I, III, IV i V kadencji.